# 2009 en Tchétchénie
Cet article présente les faits marquants de l'année 2009 en Tchétchénie.

## Évènements

### Janvier
- Jeudi 15 janvier 2009 : la Cour européenne des droits de l'homme condamne la Russie pour la disparition de deux Tchétchènes, l'un arrêté par des soldats et l'autre enlevé par des hommes armés. Vakha Khavazhovich Abdurzakov, né en 1981, n'a plus été vu depuis le 25 octobre 2002, à la suite de son arrestation à son domicile en pleine nuit par des hommes armés en uniforme. Adam Medov, né en 1980, a été enlevé dans la nuit du 16 juin 2004 par un groupe d'hommes armés qui se sont eux-mêmes identifiés comme faisant partie des forces de sécurité russes.
- Lundi 19 janvier 2009 : un avocat russe, Stanislav Markelov, spécialiste des crimes commis en Tchétchénie est abattu lundi à Moscou. La journaliste stagiaire de 25 ans, Anastassia Babourova, qui l'accompagnait et qui tentait d'intervenir est aussi morte de ses « blessures par balle à la tête » une heure plus tard. Ces meurtres s'ajoutent à la liste des crimes ayant visé ceux qui ont dénoncé les exactions commises en Tchétchénie[1],[2].

### Février
- Jeudi 19 février 2009 : la justice acquitte les trois principaux accusés tchétchènes d'avoir participé à l'assassinat de la journaliste Anna Politkovskaïa, tuée par balle le 7 octobre 2006 devant son appartement de Moscou. Le procès, qui avait débuté en novembre devant un tribunal militaire de Moscou, n'a pas suffi à faire toute la lumière sur l'assassinat de la journaliste. Le motif du crime et son commanditaire n'ont jamais été mis en évidence. Anna Politkovskaïa était l'une des rares journalistes à enquêter sur les violations des droits de l'homme et la corruption en Tchétchénie. Les jurés ont acquitté les deux frères tchétchènes, Djabraïl et Ibraguim Makhmoudov, qui étaient soupçonnés d'avoir surveillé les déplacements de Politkovskaïa et d'avoir conduit sur les lieux du crimes le tueur présumé, leur frère Roustam qui n'a jamais été arrêté. Le verdict d'acquittement concerne aussi l'ancien policier Sergueï Khadjikourbanov soupçonné d'avoir organisé la logistique de l'assassinat, et l'ex-agent des services spéciaux Pavel Riagouzov qui comparaissait pour des accusations d'extorsion qui n'étaient pas directement liées au meurtre.

### Mars
- Mardi 3 mars 2009 : le président Ramzan Kadyrov  annonce le versement de  50 000 roubles (près de 1.000 euros) « aux garçons qui naîtront dans la nuit du 8 au 9 mars, lorsque les musulmans célèbrent l'anniversaire du prophète Mahomet » mais il demande aux familles de donner à leurs fils le prénom de Mahomet, fondateur de l'islam. Un feu d'artifice est prévu dans la nuit à Grozny, avant une grande prière le matin dans la grande mosquée de la ville à cette occasion. Les autorités envisagent aussi de distribuer ce jour-là de la farine, du sucre et 5 000 roubles (109 euros) aux pauvres.

### Avril
- Jeudi 16 avril 2009 : le comité antiterroriste russe met fin officiellement à dix ans d'opérations antiterroristes dans la république caucasienne de Tchétchénie sur ordre du président Dmitri Medvedev. La décision est approuvée par le président tchétchène, Ramzan Kadyrov : « La république de Tchétchénie, comme le reconnaissent des milliers de visiteurs […] est un secteur pacifique qui se développe et la levée de l'opération antiterroriste ne peut qu'y permettre la croissance économique ». « Plus de 20 000 militaires des troupes russes » vont pouvoir se retirer.
- Mercredi 22 avril 2009 : trois militaires russes ont été tués dans le district d'Atchkhoï-Martan lors de heurts avec des combattants rebelles.
- Vendredi 24 avril 2009 : l'armée russe démarre une opération antiterroriste sur le territoire montagneux du district de Chali, à l'exception des zones habitées de Chali, Novy Atagui, Tchiri-iourt et Serjen-iourt, ainsi que dans les districts montagneux de Chatoï et de Vedeno, soit 4 des 15 districts de Tchétchénie, situés dans le sud et le sud-est. Le régime antiterroriste permet de limiter les accès aux zones concernées ainsi que les déplacements dans ces districts et autorise les fouilles de véhicules et corporelles.

### Mai
- Lundi 25 mai 2009 : quatre policiers tchétchènes participant avec leurs collègues ingouches à une opération de recherche des rebelles en Ingouchie ont été tués dans l'explosion d'un engin explosif.

### Juin
- Samedi 13 juin 2009 : deux policiers ont été tués lors d'affrontements avec un groupe de 15 combattants tchétchènes dans l'est. Un juge et un ex-vice premier ministre ont récemment été assassinés en Ingouchie tandis qu'au Daguestan le ministre de l'Intérieur a été abattu.

### Juillet
- Jeudi 2 juillet 2009 : trois engins explosifs ont tué 2 soldats, dont un lieutenant-colonel, et fait 5 blessés.
- Vendredi 10 juillet 2009 : le corps d'un policier ingouche tué par balles a été retrouvé dans les environs de Chali, au sud-est de Grozny.
- Lundi 13 juillet 2009 : Cinq rebelles ont été tués dans deux incidents séparés : 2 dans le district de Chali et 3 autres dans le district d'Ourous-Martan. Par ailleurs, deux policiers ont été blessés après l'explosion d'un engin près du village de Echilkhotoï (district de Vedeno).
- Mercredi 15 juillet 2009 : Natalia Estemirova, collaboratrice renommée de l'ONG russe de défense des droits de l'homme Memorial, a été retrouvée morte en Ingouchie, quelques heures après son enlèvement à Grozny. En 2007, elle avait été la première lauréate du prix Anna-Politkovskaïa de l'organisation RAW (Reach all Women in War), lancé par les femmes Prix Nobel et décerné annuellement à des militantes pour les droits de l'homme dans les zones de conflit. Elle s'est également vu décerner un prix du Parlement suédois et une médaille du Parlement européen[3].
- Samedi 25 juillet 2009 : six rebelles ont été abattus lors d'une fusillade par les forces de sécurité du ministre de l'Intérieur Rouslan Alkhanov dans une maison du village de Goity qui leur servait de repère (région d'Ourous-Martan à une dizaine de kilomètres de Grozny).
- Mardi 28 juillet 2009 : Quatre rebelles ont été tués par des troupes du ministère russe de l'Intérieur dans une région montagneuse et boisée, près du village de Tangui-Tchou (district d'Ourous-Martanovski)[4].